# Pristimantis eremitus
Pristimantis eremitus es una especie de anfibio anuro de la familia Craugastoridae.

## Distribución
Esta especie habita entre los 1540 y 2100 m de altitud en la vertiente occidental de la Cordillera Occidental:
- en Ecuador en la provincia de Pichincha;
- en Colombia en el departamento de Nariño.[4]

## Descripción
Los machos miden de 17.2 a 20.0 mm y las hembras 27.6 mm.

## Publicación original
- Lynch, 1980 : Eleutherodactylus eremitus, a new trans-Andean species of the Lacrimosus assembly from Ecuador (Amphibia, Leptodactylidae). Breviora, n.º 462, p. 1-7[5]